# William J. Seymour

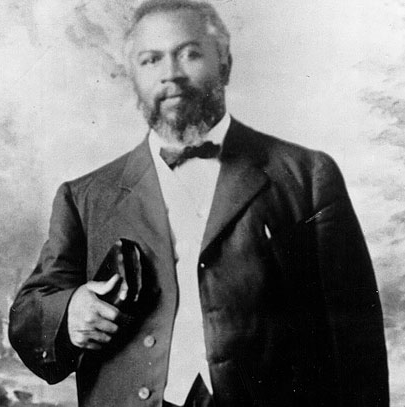
William J. Seymour

William Joseph Seymour (* 2. Mai 1870 in Centerville, Louisiana; † 28. September 1922 in Los Angeles) war ein afroamerikanischer US-amerikanischer Prediger und wesentlicher Mitbegründer der pfingstlerischen Azusa-Street-Erweckung, die 1906 bis 1909 stattfand.

## Leben
Seymour war der Sohn von Simon und Phyllis Seymour, ehemaligen Sklaven, und er wurde zuerst katholisch und dann  baptistisch erzogen. Die dortige Umgebung war ärmlich, geprägt vom Ku-Klux-Klan und der segregativ wirkenden Jim-Crow-Gesetzgebung.
Schon als Kind hatte er Träume und Visionen.
Mit 25 Jahren (1895) zog er nach Indianapolis, wo er Arbeit im Eisenbahnbau und als Kellner im Gastgewerbe fand. Damals verließ nur rund ein Zehntel der farbigen Bevölkerung den Süden. In Indianapolis trat er der Simpson Chapel Methodist Episcopal Church bei und wurde ein Nachfolger von Jesus Christus. Wegen des zunehmenden Rassismus zog Seymour weiter.
Von 1900 bis 1902 lebte Seymour in Cincinnati, wo er in Kontakt mit Martin Wells Knapp kam und der Church of God Reformation Movement beitrat, die den Namen The Evening Light Saints (deutsch: Das Abendlicht der Heiligen) trug. Er begann deren Ansichten über die Heiligung und die Ausgießung des Heiligen Geistes vor der Wiederkunft Jesu Christi zu teilen. Durch eine Pockeninfektion erblindete er auf einem Auge und trug viele Narben davon. Er entschied sich, Pastor zu werden.
1903 zog Seymour nach Houston in Texas, um wieder bei seiner Familie zu sein. Er trat einer kleinen farbigen Gemeinde bei, die von Lucy Farrow geleitet und betreut wurde. 1905 übernahm er schließlich die Leitung dieser Gemeinde, da Lucy Farrow vorübergehend Gouvernante für den Pfingstprediger und Bibelschullehrer Charles Fox Parham in Kansas wurde. Durch sie kam er in Kontakt mit Parham, von dem er über die Taufe mit dem Heiligen Geist und die Zungenrede erfuhr. Parhams Unterricht an dessen Bibelschule konnte er 1905 wegen den damaligen Rassengesetzen in Texas nur vom Korridor her folgen. Er beteiligte sich zudem an evangelistischen Einsätzen in den farbigen Vierteln von Houston.
Nach Beendigung seiner Ausbildung an der Bibelschule von Parham konnte Seymour am 22. Februar 1906 eine Pastorenstelle in einer kleinen Kirche in Los Angeles antreten, die von Lucy Farrow, Neely Terry und der dortigen Pastorin Julia Hutchins vermittelt worden war. Parham ließ Seymour nur ungern weggehen, aber er gab ihm seinen Segen für diesen neuen Dienst. Nur wenige Tage im neuen Amt, wurde ihm bereits der Pastorendienst in der neuen Gemeinde verweigert, weil er die neue Lehre über die Geistestaufe verkündigt hatte.
So begann Seymour Gottesdienste im Privathaus von Richard D. Asberry in der North-Bonnie-Brae Avenue 214 abzuhalten. Die Gläubigen kamen aus sehr unterschiedlichen gesellschaftlichen Hintergründen, und ab 9. April begannen sie, in neuen Zungen zu sprechen. Aufgrund der akuten Platzprobleme zog die junge Gemeinde am 14. April 1906 in die Azusa Street 312 im Industriegebiet von Los Angeles. Sie fanden eine verlassene Methodistenkirche vor, die unter tatkräftiger Mithilfe von Christen verschiedener Denominationen renoviert wurde. Dort entstand aus dieser Azusa-Street-Revival-Bewegung die Azusa Street Mission mit dem Namen Apostolic Faith Mission (deutsch: Apostolische Glaubensmission). Seymour führte unkonventionelle Gottesdienste durch, die keinen fixen Ablauf hatten. Spontan wurden Lieder angestimmt, Erlebnisse erzählt, im Gebet Gottes Gegenwart gesucht, was bis zu 12 Stunden dauern konnte. Im gleichen Jahr ereignete sich am 18. April das starke Erdbeben von San Francisco mit über 3.000 Toten, das viele Menschen verängstigte. Die von Seymour und Clara E. Lum veröffentlichte Zeitschrift The Apostolic Faith kam im September 1906 in einer Auflage von 5.000 Exemplaren heraus, ein Jahr später betrug die Zahl der Abonnenten bereits 40.000. Tausende Pastoren besuchten diese Gemeinde, zudem ließen sich innert kurzer Zeit etliche Mitglieder weltweit aussenden, um das Evangelium in dieser neuen pfingstlichen Form weiterzugeben.
Bereits im Oktober 1906, nachdem sein Lehrer Parham Seymour in der Azusa Street besucht und dort zweimal gepredigt hatte, kam es zum Bruch zwischen den beiden. Denn Parham war nicht mit allen Geschehnissen und Manifestationen in dieser jungen Gemeinde einverstanden, Seymour und seine Ältesten wollten sich nicht korrigieren lassen, und er erteilte ihm sogar Hausverbot.
Zwei Gemeindemitglieder, Clara E. Lum und Florence Crawford, entwendeten im gleichen Jahr die Adresskartei von Seymour und gründeten eine Konkurrenzgemeinde in Portland in Oregon und Seattle in Washington. Das Gemeindezentrum in der Azusa Street konnte sich nicht wieder von diesen Rückschlägen und dem Mitgliederverlust erholen, die Erweckung in der Azusa Street kam um 1908 zu einem Ende. 1911 unternahm Seymour eine Predigttour von Chicago aus, und sein Stellvertreter William H. Durham leitete die Gemeinde in dieser Zeit. Aufgrund verschiedener Glaubensauffassungen (sog. Finished Work Controversy) innerhalb der Gemeinde, schloss er Durham aus, aber eine Mehrheit der Mitglieder ging mit ihm weg. Die Arbeit von Seymour verlor weiter an Bedeutung, so dass nach 1912 nur noch eine kleine Minderheit von etwa 20 seiner einstigen Anhänger in seiner Gemeinde verblieben waren, und er weitgehend aus der öffentlichen Wahrnehmung verschwand.
Seymour veröffentlichte eine Gottesdienstordnung unter dem Titel The Doctrines and Discipline of the Azusa Street Apostolic Faith Mission of Los Angeles und bezeichnete sich fortan selbst als Bischof. Er begann eine Reisetätigkeit, die ihn verschiedentlich mit Charles Harrison Mason, dem Gründer der Church of God in Christ, zusammenführte, und gründete verschiedene Gemeinden, einige davon in Virginia.
1921 bis 1922 unternahm er eine letzte Predigtreise durch die USA. Am 28. September 1922 verstarb William J. Seymour in Ausübung des Dienstes an einem Herzversagen. Seine Frau Jennie Evans Moore, die er während der Erweckung am 13. August 1908 geheiratet hatte, übernahm die Leitung der Gemeinde in Los Angeles. Wegen angeblicher Brandgefahr wurde das Azusa Street-Gemeindegebäude 1931 abgerissen, und ein Parkplatz entstand auf dem Grundstück. Jennie Seymour verstarb vierzehn Jahre später am 2. Juli 1936.